# Jutta Rüdiger
Jutta Rüdiger, née le 14 juin 1910 à Berlin et morte le 13 mars 2001 à Bad Reichenhall, est une psychologue allemande. De 1937 à 1945, elle est la responsable des Bund Deutscher Mädel (BDM), l'organisation de jeunesse féminine du Troisième Reich.

## Biographie

### Jeunesse
Jutta Rüdiger déménage à Düsseldorf en 1911, où son père est ingénieur. L'occupation de la Ruhr, et l’exécution de Leo Schlageter marquent fortement son orientation politique.
Elle démarre son cursus universitaire de 1930 à 1933 à Cologne puis suit des études de psychologie, de philosophie et d'économie à l'université de Wurtzbourg. En 1931, elle rejoint la branche étudiante du NSDAP, le Nationalsozialistischer Deutscher Studentenbund. Elle soutient sa thèse le 30 mai 1933 et obtient son doctorat le 19 février 1934 avec Karl Marbe (de) .
Le 1er septembre 1933, elle est assistante en psychologie à l'Institut d'hygiène et de recherche de Düsseldorf. Son frère, membre de la SA lui recommande de rejoindre la Bund Deutscher Mädel (BDM), l'organisation de jeunesse féminine du Troisième Reich,. Elle progresse rapidement au sein de ce groupe et au 1er janvier 1935, elle devient la responsable pour la région de la Ruhr et de Basse-Rhénanie. Elle abandonne son emploi de psychologue en mai 1935 pour devenir cheffe d'état-major du BDM le mois suivant. Après quelques rôles au sein de la direction du BDM, elle devient directrice de la BDM, le plus haut poste, le 24 novembre 1937 et rejoint le NSDAP en même temps, succédant à Trude Mohr, qui quitte son poste après son mariage.

### Carrière au sein du Troisième Reich
En tant que directrice de la BDM, Jutta Rüdiger part vivre à Berlin et porte le titre de Reichsreferentin des BDM. Cela signifie que son poste est subordonné au chef de l'ensemble de la jeunesse nazie, le Reichsjugendführer Baldur von Schirach puis, à partir de 1940, Artur Axmann. Cela reste conforme à la politique nazie, qui veut que les organisations féminines doivent rester sous une direction masculine supérieure. Baldur von Schirach voyait ainsi d'un mauvais œil les tentatives d'indépendance de la BDM ainsi que l'organisation des femmes nazies, le NS-Frauenschaft, dont il voit la présidente Gertrud Scholtz-Klink comme une rivale.
La BDM est rendue obligatoire pour les filles de 10 à 18 ans à partir de 1936, et la loi relative à l'appartenance des jeunes Allemandes à cette organisation est renforcée en 1939. Cependant, l'adhésion n'est pas aussi massive que dans les Jeunesses hitlériennes. À l'inverse de ces dernières, qui embrigadent les garçons et les destinent à devenir de futures membres de la Waffen-SS ou d'excellents soldats de la Wehrmacht, le destin des filles des BDM est de devenir des épouses et des mères conformes aux idéaux nazis. En 1941, toutefois, une pénurie de main-d'œuvre se fait sentir dans l'industrie allemande, le maximum d'hommes se battant au front ou dans les unités de soutien de l'armée allemande. On a alors davantage pressé les BDM à se porter « volontaire » afin de travailler généralement dans des fermes ou dans les usines de munitions et, pour les filles de la classe moyenne ou supérieure, dans des emplois de bureau. Jutta Rüdiger commence donc à diriger une véritable force de travail.
En 1942, elle dirige l'organisation BDM Werk Glaube und Schönheit, qui assure le lien entre le BDM et le NS-Frauenschaft.
À partir de 1943, la BDM envoie des détachements de jeunes filles dans les unités de la Flak, c'est-à-dire la défense anti-aérienne. Dans les derniers jours de la Seconde Guerre mondiale, des membres de la BDM combattent aux côtés des garçons des Jeunesses hitlériennes contre les armées alliées. Mais cette initiative n'a pas été officiellement formalisée par un texte juridique du régime nazi et Jutta Rüdiger a toujours nié après la guerre qu'elle avait approuvé de tels faits et que les jeunes filles avaient utilisé leur initiative.
En raison de l'approche de l'Armée rouge sur Berlin, elle part en train le 13 avril 1945 vers Bad Tölz, sur les instructions d'Axmann, puis Zell le 30 avril 1945.

### Arrestation
À la suite d'une opération des services secrets, Jutta Rüdiger est arrêtée par un détachement de l'armée américaine en juin 1945 à Bad Reichenhall, alors qu'elle rend visite à sa belle-sœur dans un hôpital, et passe ensuite deux ans et demi en détention, d'abord dans un camp américain puis britannique. Elle n'a pas fait l'objet d'un procès en Allemagne, dans le cadre des procédures de dénazification, et n'a jamais été l'objet d'un procès pénal par les autorités des zones occidentales. Lors d'interrogatoires, elle déclare que son supérieur hiérarchique au BDM était Helmut Möckel qui, bien qu'étant d'un grade supérieur, était déjà mort, ce qui permet ainsi de minimiser son rôle. Baldur von Schirach et Artur Axmann sont en effet condamnés.

### Après-guerre
Après sa libération, en 1948, elle reprend sa carrière en tant que psychologue en pédiatrie à Düsseldorf. Elle fait valoir son titre universitaire de docteur en psychologie obtenu en 1934.   
En 1983, 1984, 1987, 1998 et 1999, elle écrit cinq ouvrages relatifs à l'action de la BDM, aux organisations de  jeunesse nazies et des rapports de telles organisations avec les autres structures dépendant du parti nazi. Elle est alors présentée comme une ancienne nazie cherchant à défendre les anciennes structures du Troisième Reich et occupe un rôle sans importance.
Dans un entretien, en 2000, elle déclare : « Le national-socialisme n'est pas reproductible. On peut seulement prendre les valeurs que nous avions épousées : la camaraderie, être prête à se soutenir les uns les autres, la bravoure, la discipline personnelle, et non des moindres, l'honneur et la loyauté. À part cela, chaque jeune doit trouver son chemin tout seul ».
En 1970, elle part vivre à Bad Reichenhall pour raisons de santé et y décède de la maladie de Parkinson le 13 mars 2001.

### Vie privée
De 1940 à 1991, sa secrétaire, Hedy Böhmer, est aussi sa compagne.

## Œuvres
- (de) Jutta Rüdiger, Die Hitler-Jugend und ihr Selbstverständnis im Spiegel ihrer Aufgabengebiete, Schnellbach, Verlag Siegfried Bublies, 1998 (ISBN 3-926584-38-6)
- (de) Jutta Rüdiger, Ein Leben für die Jugend : Mädelführerin im Dritten Reich, Preußisch Oldendorf, Deutsche Verlagsgesellschaft, 1999 (ISBN 3-920722-58-2)